# 親泊興照 (2代目)
2代目親泊 興照（おやどまり こうしょう、本名: 嶋袋 久玄（しまぶくろ きゅうげん）・幼名: 久（ひさし）、1939年 - ）は、沖縄県名護市に拠点を据えて活動する組踊立方、琉球舞踊家。
親泊本流親扇会（おやどまりほんりゅうしんせんかい）の2代目家元。
伝統組踊保存会及び琉球舞踊保存会の構成員として、国の重要無形文化財「組踊」および「琉球舞踊」の保持者（総合認定）。

## 生い立ち
嶋袋慶信（しまぶくろ けいしん）・ツル夫妻の次男として、名護市に生まれる。
祖父の嶋袋牛次郎は、琉球王国時代の首里士族の家に生まれた。琉球王国が廃藩置県によって解体されて沖縄県となった後に、那覇市首里から名護市に移住した。

## 芸
幼いころから名護市城の豊年祭を見て育つ。組踊と琉球舞踊を初代 親泊興照に師事、組踊を真境名由康（まじきな ゆうこう）に師事。運動神経に恵まれ、舞踊の型が際立って美しい。唱えに秀で、現代組踊のなかで最も卓越した「吟」の使い手である。 
国立劇場おきなわのホームページには、持ち芸とする組踊「二童敵討」の阿麻和利を務める2代目興照の舞台写真が掲載されている。すなわち、現代沖縄の組踊を代表する立方のひとりである。
沖縄藝能史研究会会員、伝統組踊保存会常任理事、沖縄芸能連盟常任理事および琉球新報古典芸能コンクール審査員を務める。

## 経歴
- 1962年 - 初代 親泊興照に師事。
- 1981年 - 「初代 親泊興照 85歳生年祝賀公演」にて、親扇会2代目を襲名。以後、親泊久玄を名乗る。
- 1986年 - 重要無形文化財「組踊」保持者に認定（総合認定）。
- 2009年 - 重要無形文化財「琉球舞踊」保持者に認定（総合認定）。
- 2013年 - 名護市にて襲名改名披露式を開催し、2代目親泊興照を襲名。同披露式では、沖縄藝能史研究会会長の當間一郎（とうま いちろう）が、乾杯・祝杯を執り行った。

## 主な持ち芸
- 組踊「大川敵討」乙樽
- 組踊「執心鐘入」中城若松　宿の女
- 組踊「銘苅子」天女　銘苅子
- 組踊「二童敵討」阿麻和利 母
- 組踊「花売りの縁」乙樽
- 組踊「女物狂」盗人

## 著書
- 親泊久玄『摩文仁親方 作 組踊 矢倉のひや 上演台本』、1985年

## 賞典
- 沖縄県文化功労者 表彰
- 日本善行会日本善行賞 受賞
- 沖縄芸能連盟功労賞 受賞
- 名護市市制40周年教育・文化功労賞 受賞